# 黄骅港经济开发区
黄骅港经济开发区是中华人民共和国河北省沧州市黄骅市下辖的一个类似乡级单位。

## 行政区划
下辖以下地区：
虚拟国华电厂社区。